# Agustín Guerrero Lizarzaburu
Agustín Guerrero Lizarzaburu (Guano, 1819 - Quito, abril de 1902) fue un militar y político ecuatoriano. Miembro del Pentavirato o Gobierno de la Restauración, ministro de relaciones exteriores, diputado, senador. Hijo de Clemente Guerrero Ponce de León y Guerrero y Josefa Lizarzaburu y Larrea.

## Biografía
Siendo muy joven ingresó al Colegio Militar de Quito, fundado por Vicente Rocafuerte.
Integró el gobierno provisional conocido como Pentavirato o Gobierno de la Restauración que gobernó el Ecuador del 14 de enero al 5 de octubre de 1883; cuyos miembros, además de él, lo fueron: Pablo Herrera González, Luis Cordero Crespo, Rafael Pérez Pareja y Pedro Ignacio Lizarzaburu. Para aquel momento su rango militar era el de coronel. En 1883 la Asamblea Nacional, reunida en ese año, lo nombró General de la Nación. De 1884 a 1886, fue vicepresidente del Ecuador, en el gobierno de José María Plácido Caamaño.
Fue ministro de relaciones exteriores en dos ocasiones:
- Del 26 de octubre de 1875 al 16 de junio de 1876, en el gobierno del Gral. Ignacio de Veintemilla.
- Del 29 de agosto de 1891 al 6 de septiembre de 1892, en el gobierno de Antonio Flores Jijón.

Concurrió a varios Congresos, en calidad de diputado y senador. Murió en Quito en abril de 1902.